# Marcelo Milanesio
Marcelo Milanesio, né le 11 février 1965 à Hernando, dans la province de Córdoba, en Argentine, est un ancien joueur argentin de basket-ball. Il évolue au poste de meneur.

## Palmarès
- Médaille de bronze au Tournoi des Amériques 1993
- Finaliste du Tournoi des Amériques 1995
- Champion d'Argentine 1987, 1988, 1990, 1992, 1998, 1999, 2002
- Vainqueur de la Liga Sudamericana 1997, 1998
- Vainqueur de la Coupe d'Amérique du Sud des clubs champions 1993, 1994
- Recordman du nombre de matchs disputés en Championnat d'Argentine (848)
- MVP des finales du Championnat d'Argentine 1990
- MVP du Championnat d'Argentine 1992, 1994